# Eclissi solare del 16 gennaio 2094
L'Eclissi solare del 16 gennaio 2094, di tipo totale, è un evento astronomico che avrà luogo il suddetto giorno con centralità attorno alle ore 18:59 UTC.
L'eclissi avrà un'ampiezza massima di 329 chilometri e una durata di 1 minuto e 51 secondi.  L'evento può essere visto sulla terraferma in Antartide.

## Eclissi correlate

### Eclissi solari 2091 - 2094
Questa eclissi è un membro di una serie semestrale. Un'eclissi in una serie semestrale di eclissi solari si ripete approssimativamente ogni 177 giorni e 4 ore (un semestre) in nodi alternati dell'orbita della Luna.

### Ciclo di Saros 152
L'evento fa parte del ciclo di Saros 152, che si ripete ogni 18 anni e 11 giorni circa, comprendente 70 eventi. La serie iniziò con un'eclissi solare parziale il 26 luglio 1805. Ha eclissi totali dal 2 novembre 1967 al 14 settembre 2490; eclissi ibride dal 26 settembre 2508 al 17 ottobre 2544 ed eclissi anulari dal 29 ottobre 2562 al 16 giugno 2941. La serie termina al membro 70 con un'eclissi parziale il 20 agosto 3049. L'eclissi totale più lunga si verificherà il 9 giugno 2328, di 5 minuti e 15 secondi; l'eclissi anulare più lunga si verificherà il 16 febbraio 2743, di 5 minuti e 20 secondi.